# Nicolas Bion
Nicolas Bion (1652 – 1733) è stato un artigiano francese.
Fu costruttore e artefice di strumenti di misura ottici, matematici, astronomici, nautici e topografici - oltre che mercante di globi e di sfere armillari - e per il pregio dei suoi manufatti ricevette da re Luigi XIV il titolo di Ingénieur du Roi pour les instruments des mathematique.
Aveva il laboratorio a Parigi; dai suoi libri figura l'indirizzo, prima come Quai de l'Horloge á l'enseigne du Soleil d'or, poi come Au Quart de cercle.
Nome tra i più noti del 1700 tra scienziati, astronomi e viaggiatori, malgrado non fosse inventore di alcuna importante innovazione tecnica, era apprezzato per l'accuratezza degli strumenti e per l'eccellente tecnica con cui erano fabbricati. I suoi manuali, con descrizioni finemente illustrate e istruzioni per l'uso degli strumenti astronomici e matematici, erano molto diffusi nella sua epoca e furono ristampati per diverso tempo dai suoi discendenti dopo la sua morte.

## Strumenti prodotti
Secondo Maurice Daumas, pochi esemplari della vasta produzione di Nicolas Bion si sono salvati.
- Presso il Galata − Museo del mare a Genova è esposto un ottante privo di specchi, di proprietà dell’Istituto Idrografico della Marina, costruito da Nicolas Bion e firmato sul lembo graduato. Lo strumento è tanto più interessante, nonostante sia mutilo, perché della vasta e varia produzione di Bion pochissimi esemplari si sono preservati, tra i quali non si conoscono altri ottanti[2].
- Un esemplare di Anneau ou Cadran Astronomique universel, si trova presso l'Osservatorio Astronomico della Specola a Bologna; è un orologio solare equinoziale universale costituito da un anello esterno, detto "del meridiano", con un dispositivo per regolarlo sulla latitudine del luogo; vi sono applicati, all'interno un secondo anello, detto "delle ore", imperniato ad angolo retto col primo e diviso in 24 ore, ed al centro una barra di regolazione. I modelli più grandi di questi strumenti potevano indicare l'ora con la precisione di un minuto e furono per lungo tempo l'unico mezzo per controllare la precisione degli orologi senza ricorrere a interpolazione astronomica. Costruzione e uso di questo strumento sono illustrati e descritti nel Traité de la construction et des principaux usages des instrumens de mathématique.
- Un "astuccio di strumenti matematici" in legno, ricoperto di pelle nera stampata con gigli di Francia si trova nello stesso Osservatorio della Specola a Bologna:
  - dei nove strumenti originariamente contenuti in tale astuccio, è rimasto soltanto un "compasso di proporzione" da sei pollici, con incisa la scritta N.Bion a Paris. Sui lati dello strumento sono riportate sei scale fondamentali: delle parti uguali, dei piani, dei poligoni, delle corde, dei solidi e dei metalli. Sui bordi sono le scale di misura del calibro dei cannoni e per la determinazione del diametro e del peso dei proiettili d'artiglieria.

## Pubblicazioni
- Description et usage du Planisphere Celeste Nouvellement costruit, suivant les dernieres observationes de Messieurs de l'Academie royale des Sciences, del 1708,  è ispirato ai lavori di De La Hire, descrive i due emisferi sino all'equatore in proiezione polare concava e riporta le stelle suddivise in cinque grandezze. La precisione grafica attinge a definizione di un grado; vi sono riportati circoli polari, tropici, coluri, eclittica ed equatore, ed altresì le costellazioni tolemaiche, quelle australi descritte da Johann Bayer[3], Antinous, La Chevelure de Berenice, La Colombe, La Croix, Robur Carolinum e La Fleur de Lis.
- Traité de la construction et des principaux usages des instrumens de mathématiques, 1709, in cui sono descritti e illustrati metodi di costruzione e uso di strumenti di misura e globi celesti o terrestri
- L'Usage des Globes, 1710, trattato illustrato sulla costruzione e sull'uso degli strumenti matematici in tre parti:
  - Livre Premier: De la Sphere du Monde, che illustra le più importanti concezioni dell'Universo con gli elementi di astronomia sferica necessari alla comprensione del testo. Vi sono descritti e illustrati il sistema solare ed il movimento dei suoi corpi, il sistema delle stelle fisse e l'elenco delle costellazioni e i nomi delle stelle che vi si osservano comparando i testi di Tolomeo e Keplero. Un capitolo è anche dedicato alle maree.
  - Livre Second: De la Geographie; contiene la descrizione del globo terrestre con un breve trattato di geografia generale che tratta della posizione della Terra nel sistema solare e dell'inclinazione del suo asse, con quanto ne comporta sulle stagioni, sui climi e sul movimento dei venti. La sezione si conclude con la descrizione geografica dettagliata della superficie terrestre, dei continenti e degli stati in cui erano suddivisi.
  - Livre Troisieme: Des Usages des Spheres et des Globes Celeste et Terrestre; dedicato all'esame della costruzione delle carte e dei globi ed al modo di usarli. Tratta inoltre della misura del tempo e dei calendari.